# CD Toledo
Club Deportivo Toledo – hiszpański klub piłkarski, grający obecnie w Tercera División, mający siedzibę w mieście Toledo leżącym w Kastylii-La Manczy.

## Historia
CD Toledo został założony w 1939 roku. W swojej historii 7-krotnie występował w rozgrywkach Segunda División, a obecnie występuje w grupie 18. Tercera División. Swoje mecze rozgrywa na stadionie Salto del Caballo, mogącym pomieścić 5.300 widzów. Barwy klubowe to kolory biały i zielony.
W Toledo występowało dwóch Polaków. W sezonie 1995/1996 Jan Urban rozegrał 33 spotkania i strzelił 6 goli, a w rundzie jesiennej sezonu 1997/1998 Jerzy Podbrożny rozegrał 7 meczów i nie zdobył gola

## Sezony
- 2004/2005: Tercera División 10. miejsce
- 2005/2006: Tercera División 3. miejsce
- 2006/2007: Tercera División 3. miejsce
- 2007/2008: Tercera División

- 7 sezonów w Segunda División
- 7 sezonów w Segunda División B
- 35 sezonów w Tercera División

## Reprezentanci kraju grający w klubie
- Ervin Fakaj
- Marc Bernaus
- Nando Co
- Abel Resino
- Luis García
- Luis Manuel
- Roberto Marina
- Francisco Rufete
- Víctor
- Léider Preciado
- Jerzy Podbrożny
- Jan Urban
- Andriej Moch
- Dmitrij Popow
- Gábor Korolovszky